# Зале, Карлис
Карлис Зале (латыш. Kārlis Zāle; в русском обращении Карл Фёдорович Зале (Залите); 28 октября 1888 года, Мажейкяй, Ковенская губерния, Российская империя — 19 февраля 1942 года, Инчукалнс, Рейхскомиссариат Остланд) — российский и латвийский скульптор, мастер монументальной скульптуры.

## Начало творческого пути

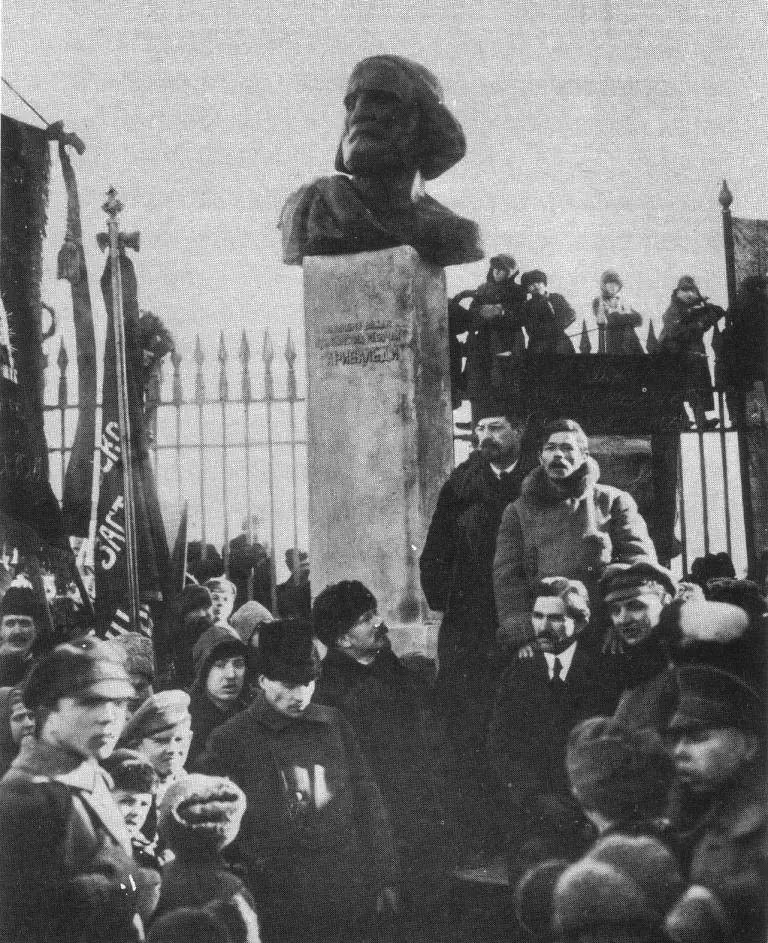
А. В. Луначарский и Карл Зале на открытии памятника Гарибальди у Московских ворот в Петрограде, 1919 год

Школьные годы провёл в Лиепае, где его старший товарищ, а впоследствии соавтор, Эрнест Шталберг подготовил его к поступлению в художественное училище.
В 1913 году окончил Казанское художественное училище.
Впоследствии учился в Санкт-Петербурге в школе Общества поощрения художников. Практику живописца проходил у художника Г. Р. Залемана. Окончил эту школу в 1915 году.
В 1917 году поступил и в 1920 году окончил ВХУТЕИН (бывшую Академию художеств) в Петрограде, где учился у скульптора, профессора А. Т. Матвеева.
Параллельно с этим занимался в «Свободных художественных мастерских».
В это же время в Петрограде вместе с Эрнестом Шталбергом, который уже был преподавателем ВХУТЕИНа, участвовал в практической реализации ленинского плана монументальной пропаганды. Идея плана заключалась в кардинальном переоформлении художественного наполнения Петрограда, то есть в создании новых памятников, которые соответствовали бы концепции культуры молодой Советской республики.
В процессе работы над осуществлением плана монументальной пропаганды Карлом Зале был создан памятник русскому литературному критику и публицисту Н. А. Добролюбову, установленный в Петрограде в 1918 году у Тучкова моста. Памятник не сохранился, так как был сделан из непрочного материала и оказался уничтожен наводнением 1924 года.
В это же время мастер работал над образом народного героя Италии, военного вождя национально-освободительного движения — Джузеппе Гарибальди (в 1919 году монумент был установлен в Петрограде). Памятники Добролюбову и Гарибальди были созданы из недолговечных материалов и не сохранились до наших дней.
В 1919 году Зале работал над эскизом памятника борцам революции в Риге.

## Возвращение в Латвию
В 1923 году Карл Зале вместе со многими художниками латвийского происхождения (Рихардом Зариньшем, Теодором Залькалном, Карлисом Миесниеком, Эрнестом Шталбергом и другими) по приглашению правительства вернулся в Латвию, которая к этому времени стала независимым государством.
Скульптор Карл Зале был принят в сообщество творческой интеллигенции, начавшей с энтузиазмом создавать современное и «национальное по форме» искусство молодого Латвийского государства.
Департамент культуры Латвии стал поручать скульптору масштабные работы.
C 1924 по 1936 год Карл Зале вместе с группой архитекторов работает над созданием крупного мемориального ансамбля рижского Братского кладбища.
В этот период соавторами Карлиса Зале были его старый лиепайский товарищ, преподаватель архитектурного факультета Латвийского университета — архитектор Эрнест Шталберг, уже ставший председателем «Товарищества Архитекторов Латвии», и архитектор Александр Бирзениекс (1893—1980), впоследствии доцент университета и Политехнического института. Вместе с этими мастерами Зале было разработано и выполнено несколько мемориальных сооружений.

## Работа над Памятником Свободы

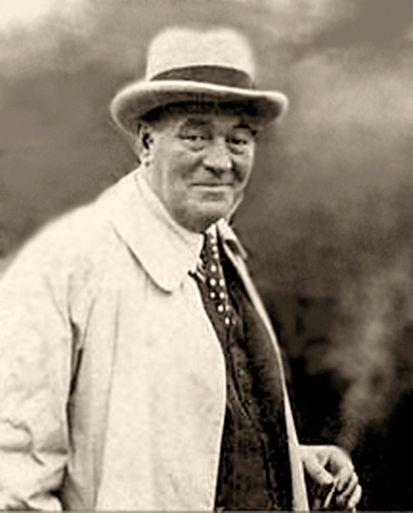
Карл Зале в дни создания Памятника Свободы (1935)

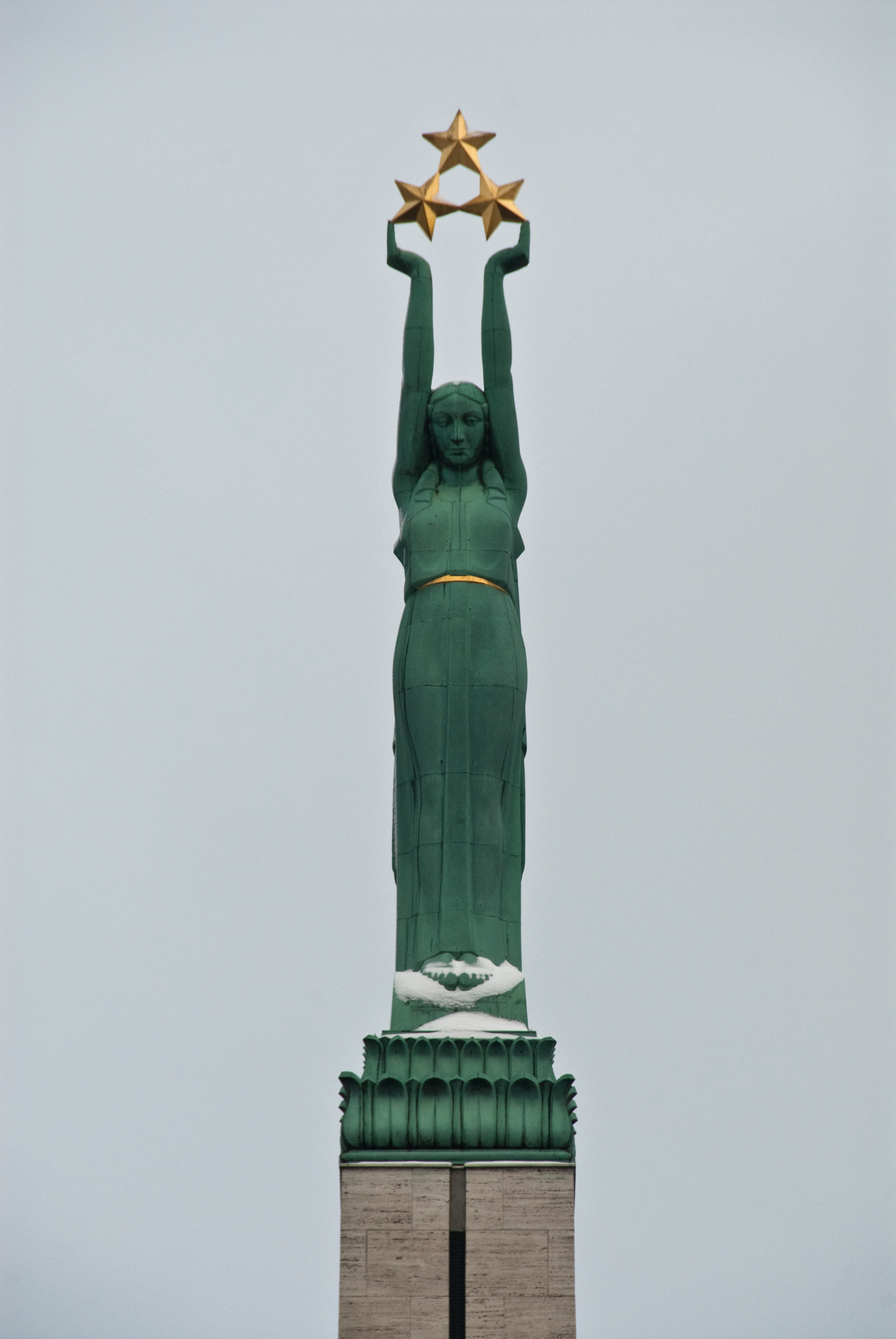
Фигура, венчающая монумент

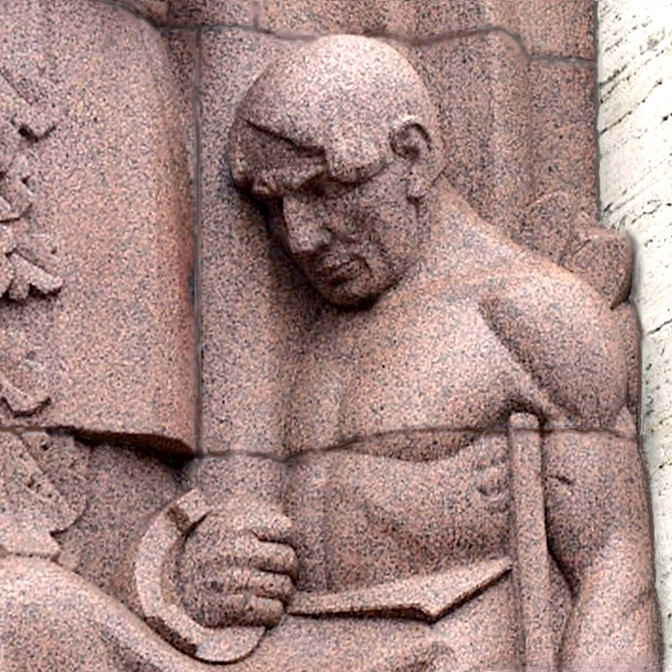
Памятник Свободы.
Фрагмент горельефа
с автопортретом
Карлиса Зале

В 1931 году была начата работа над главным монументом этого периода — Памятником Свободы. Скульптурное оформление памятника — плод трудов Карлиса Зале. Соавтором скульптора при создании монумента был архитектор Эрнест Шталберг, выпускник Императорской Академии Художеств, а с 1919 по 1922 год ректор ВХУТЕМАСа в Петрограде.
Памятник торжественно открыт в 1935 году. Высота монумента, сооружённого на народные пожертвования, достигает 42 метров.
С юго-западной стороны (по причинам инсоляции, самой выгодной для любого объёмного изображения) находится ключевая фигура ансамбля — символическая скульптура Матери-Латвии со щитом свободы.
С восточной стороны монумента изображён «прикованный герой», который запечатлён скульптором в момент, когда он разрывает стесняющие его цепи.
На северной стороне памятника расположен барельеф, посвящённый событиям 13 января 1905 года, это была реакция пролетариата Риги на кровавое воскресенье в Петербурге. На барельефе можно отчётливо разглядеть фигуру всадника унтер-офицерской роты, замахнувшегося нагайкой.
На некоторых рельефах постамента изображён строй латышских стрелков и атака латвийских солдат на позиции бермондтцев во время войны за независимость Латвии, а с северной стороны — особым эмоционально-образным настроением отличается фигура Лачплесиса, героя одноимённого эпоса, созданного Андреем Пумпуром и программной пьесы Райниса «Огонь и ночь». Богатырь Лачплесис изображён разрывающим пасть медведя.
По эскизам и гипсовой модели Карла Зале модельщик из Швеции Рагнар Мюрсмедден исполнил в материале женскую фигуру, неофициально получившую имя древнебалтийской богини любви — Милда.
Сама идея увековечить освобождение латышского народа от ига остзейских помещиков и от режима царского самодержавия родилась в кабинетах ведомства культуры в начале 1920-х годов. Скульптурная идея памятника отражает могущество физической и духовной силы народа и воспевает высоту его нравственно-этических принципов.
Скульптурное осуществление идеи ансамбля памятника Свободы, как и в случае с ансамблем мемориального комплекса Братского кладбища, можно соотнести с переосмысленными (в рамках новой эпохи) мотивами национального модерна.
При создании скульптур был использован аллажский известковый туф, итальянский травертин и песчаник.

## Созданиемемориального комплекса Братского кладбища

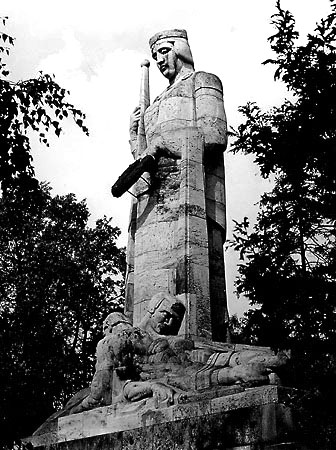
Братское кладбище. Центральная композиция

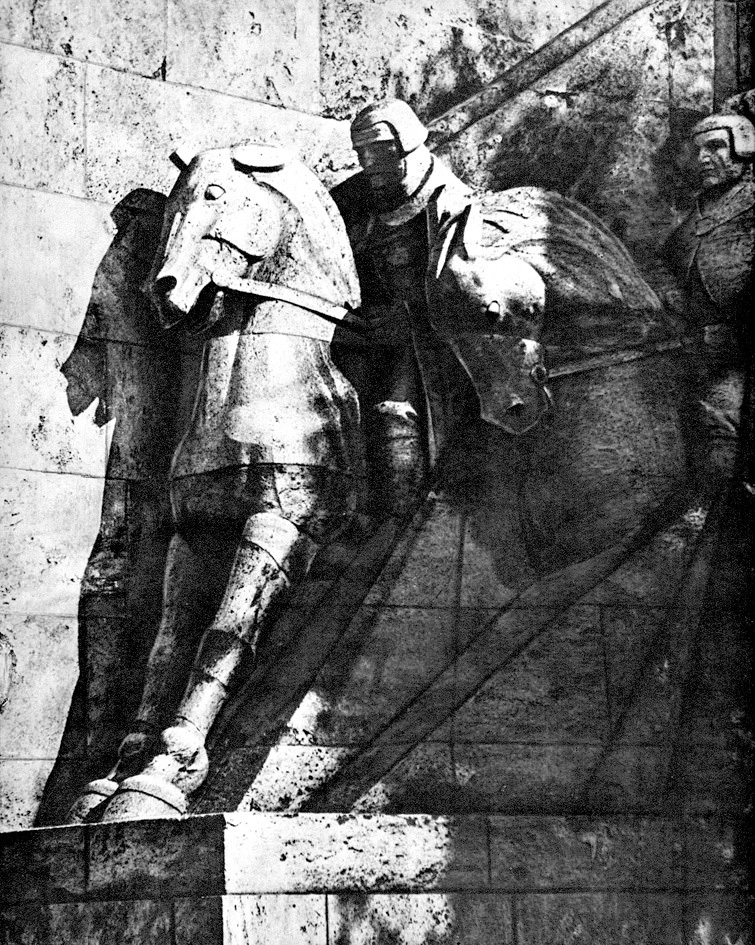
Фигуры главной арки

Первый проект планировки кладбища был разработан в 1917 году ландшафтным архитектором Андреем Зейдаксом и мастером рижского модерна Эйженом Лаубе.
После провозглашения независимости Латвии в 1920 году в рамках нового ведомства «Культуры и охраны памятников» был учреждён специальный Комитет Братского кладбища, курировавший строительство архитектурного ансамбля и общее благоустройство территории.
Скульптор Карл Зале и архитекторы: Александр Бирзениекс, Петерис Феддер и ландшафтный дизайнер Андрей Зейдакс работали над созданием этого комплекса на протяжении двух десятилетий.
Мемориал окружён девятиметровой стеной, на которой выполнены скульптурные изображения гербов городов и уездов Латвии.
В центре, над этой стеной, под которой покоятся латышские стрелки, возвышается монументальная скульптура Матери-Латвии, благословляющей павших воинов.
Рядом со стеной Карл Зале выполнил четыре символические фигуры витязей, олицетворяющих регионы Латвии — Курземе, Земгале, Латгале и Видземе.
Примечательны почти четырёхметровая скульптурная композиция «Умирающие всадники» и горельеф «Павшие братья» в средней части ансамбля.
Монументальные фигуры и рельефные изображения выполнены с применением форм и приёмов латышского национального романтизма, господствовавшего с 1908 по 1915 год, и получившего новое развитие в тридцатые годы.
В середине 1950-х годов на территории Братского мемориального кладбища под руководством архитектора П. П. Саулитиса были проведены широкомасштабные реставрационные работы.

## Другие работы мастера

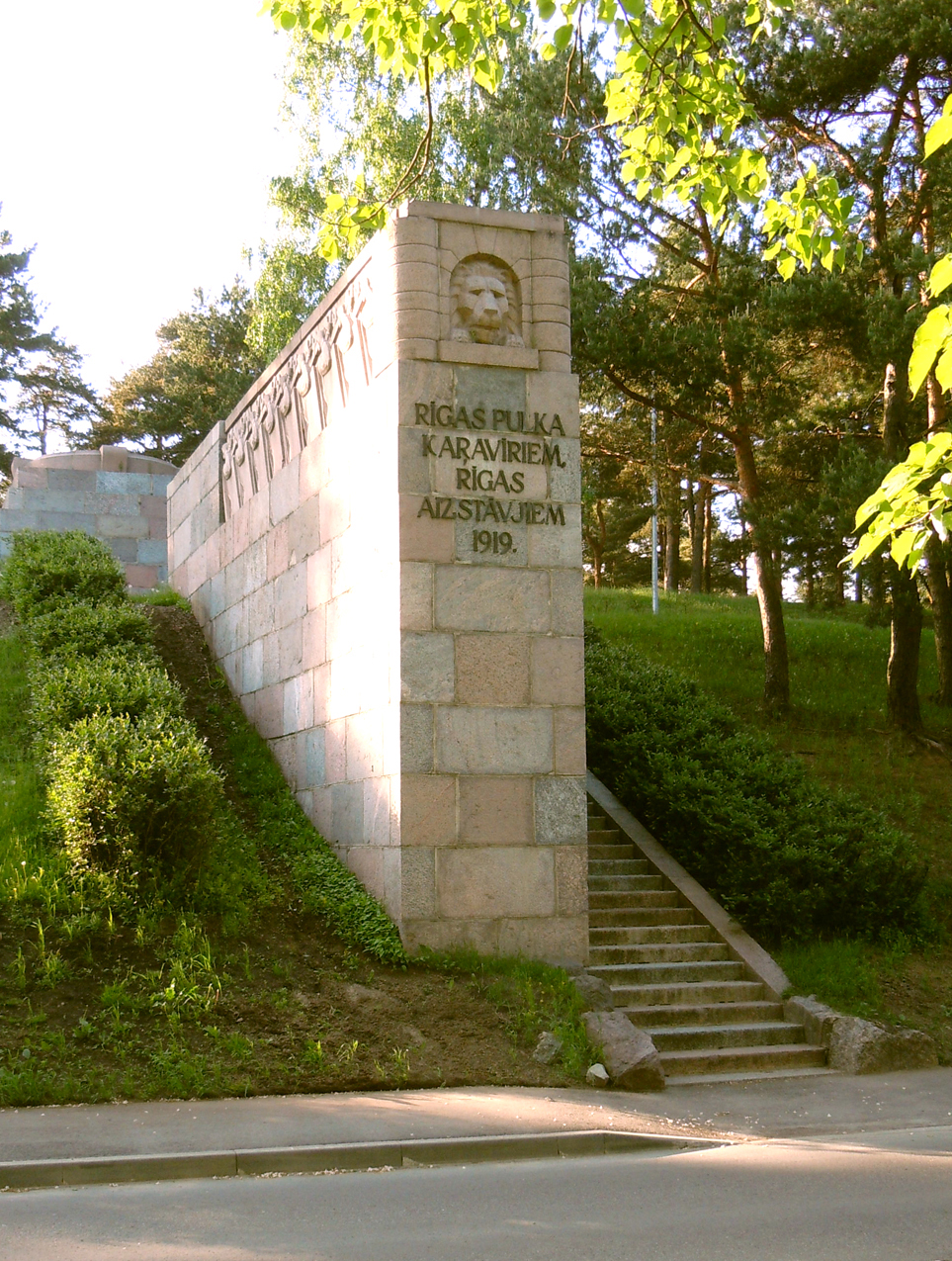
«Судрабкалныньш»

«Образы Карлиса Зале заставляют вспомнить о трагизме войны, необходимости свободы, они выражают стремление народа к миру, любовь к родине. Они запечатлели ценность труда и красоту пронесённых через века традиций народа. К.Зале как скульптор-монументалист взращён культурой народа, его жизненный вклад стал её великой, неотъемлемой составной частью», — указал в своей монографии о художнике архитектор Вайделотис Апситис.
- Карлис Зале автор памятника собирателю народного фольклора, автору эпоса, латышскому поэту — Андрею Пумпуру (кстати, штабс-капитану русской армии).
- В творческом наследии Зале важное место занимает и станковая скульптура, это — бюст Райниса, выполненный в 1927 году, станковая композиция «На борьбу» (1931), «Рыбак» (1939) и другие.
- Мемориальный комплекс «Судрабкалныньш» — стрелкам Рижского 6-го полка, защищавшим город от наступления армии генерала Бермонта в 1919 году (1937, архитектор Эрнест Шталберг).

С 1936 по 1940 год и с 1941 по 1942 год Карлис Зале руководил скульптурной мастерской в Латвийской Академии Художеств. Среди учеников в этот период — Янис Зариньш.

## Память о скульпторе Карлисе Зале
- Карлису Зале посвящали свои произведения многие литераторы Латвии. Народный поэт Латвийской ССР Мирдза Кемпе (1907—1974), посвятила скульптору стихотворение.

Карлис Зале

Повезло тебе с именем, ваятель,

Зелень — Зале. Трава — неистребима!

Та — растёт, рассекая гранитные скалы,

Ты — принявший волшебную силу,

Напрягая могучие руки,

Вырубил образы, в каменных скалах,

Наших героев — почивших навеки.

 

Хорошо тебе на покое —

За чертой жизни, если с этой —

Великаны твои начеку, и волшебная сила

Наполняет их мощные руки.— Мирдза Кемпе 
 перевод: В. Лукьянов 

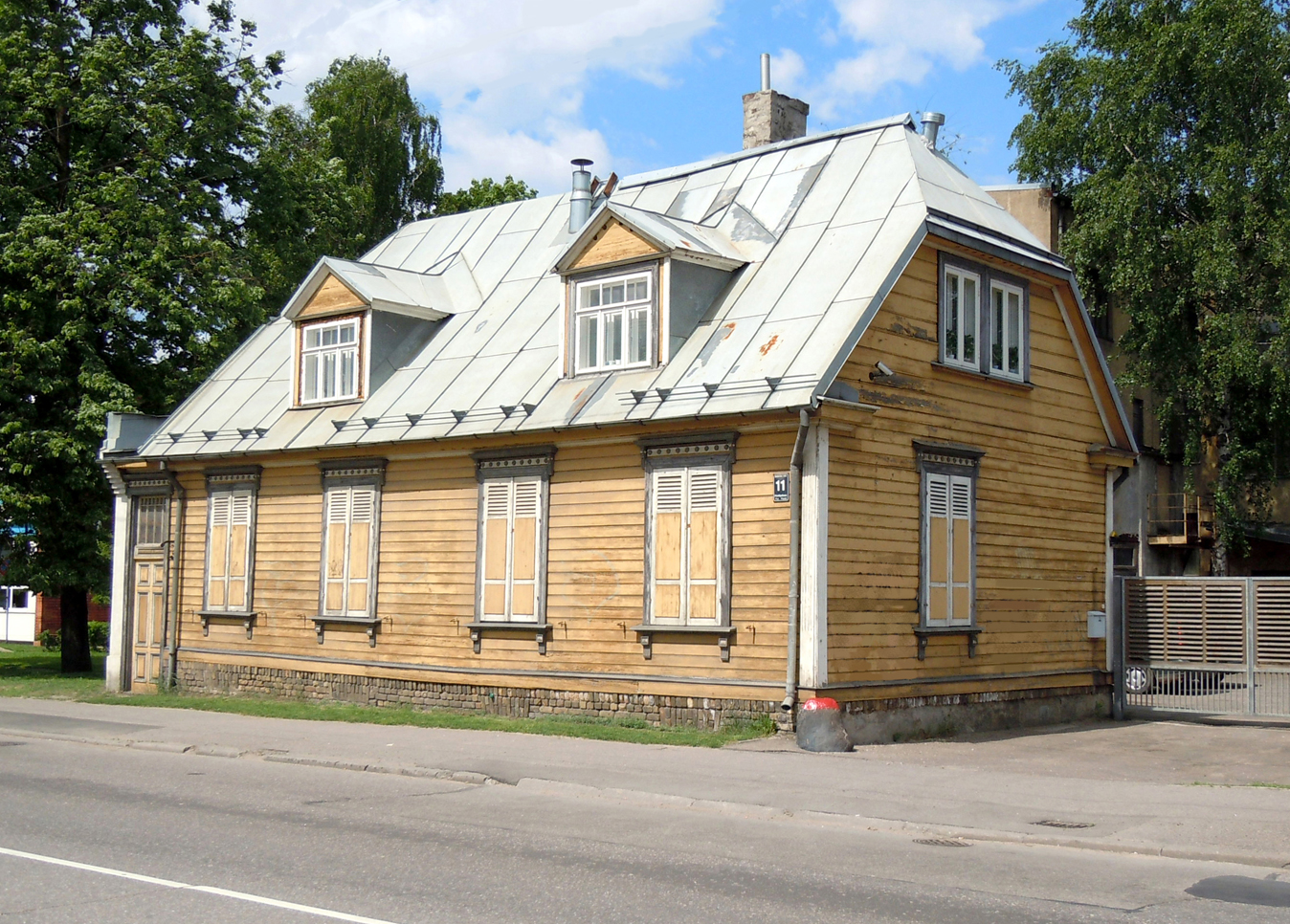
Дом Карлиса Зале в Риге, улица Сатеклес, 11

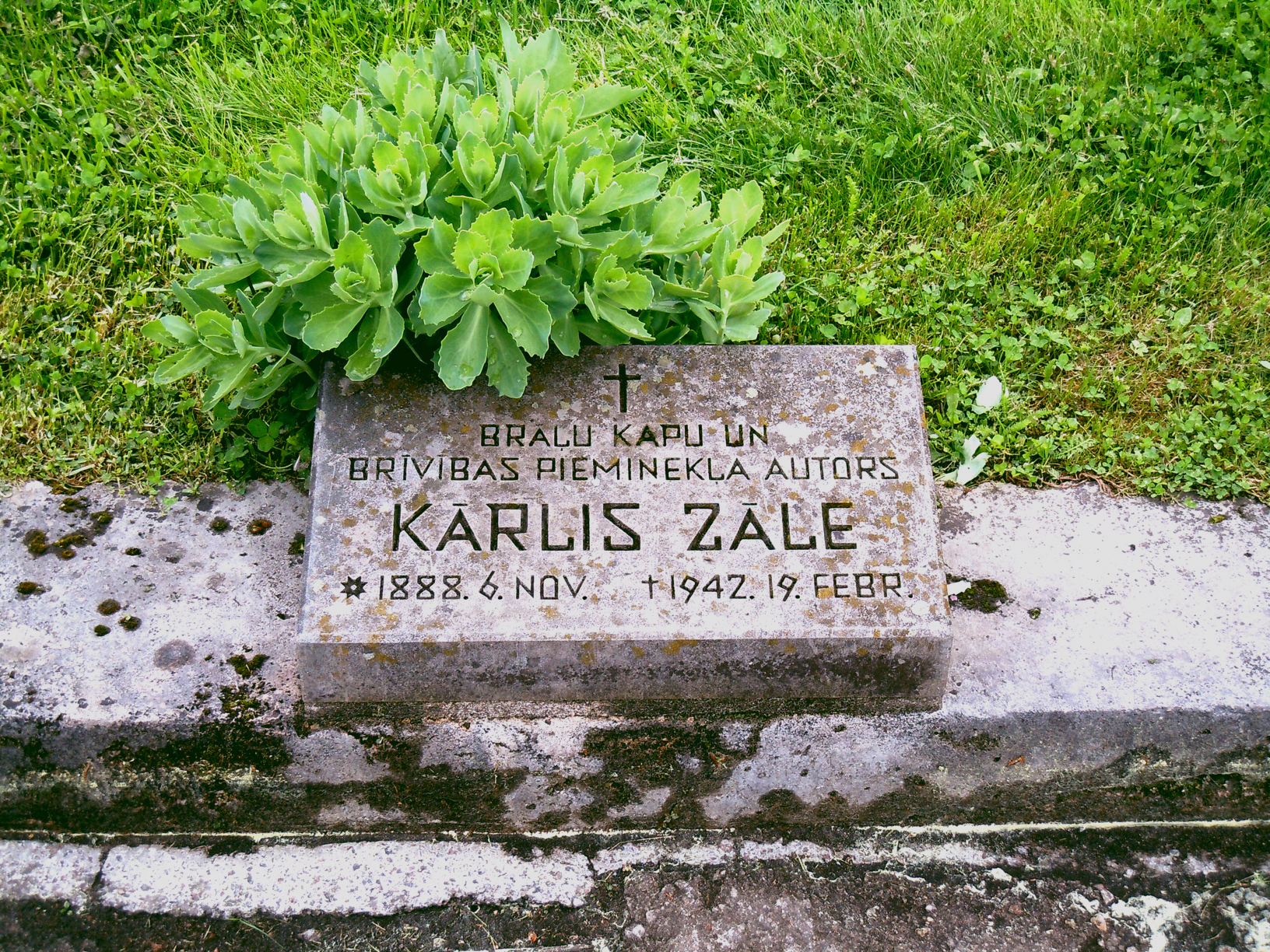
Надгробие Карлиса Зале
на Братском кладбище

- В 2012 году Банк Латвии выпустил памятную серебряную монету «Kārlis Zāle», номиналом 1 латвийский лат.
 Графический дизайн: Кришс Салманис (Krišs Salmanis), пластика: Лигита Франкевича (Ligita Franckeviča).
 Диаметр монеты 35 мм, вес 22 грамма. Серебро 925°[10].
- Кроме широко известных монументов и мемориалов, созданных Карлисом Зале, в Риге находятся ещё два памятных места, связанных с именем скульптора:

 — дом по адресу улица Сатеклес, 11, в котором скульптор жил и работал с 1922 по 1938 год.
 — место, где похоронен скульптор — перед большим зелёным полем на центральной оси мемориального комплекса Братского кладбища.
- 28 октября 2013 года, в честь 125-летия со дня рождения скульптора, был выпущен почтовый конверт с портретом Карла Зале и проведено специальное гашение.